# Tomáš Grepl
Tomáš Grepl (* 8. April 1977 in Brünn) ist ein tschechischer Basketballtrainer und ehemaliger -spieler.

## Werdegang

### Spieler
Grepl spielte ab 1998 für BK Pardubice in der ersten Liga Tschechiens, 2000 wechselte er innerhalb der Spielklasse zu BK Ústí nad Labem. Dort blieb der 1,92 Meter große, auf den Guard-Positionen eingesetzte Grepl bis 2002. In der Saison 2002/03 stand er bei BK ECM Nymburk unter Vertrag und ging dann nach Pardubice zurück. In der Saison 2003/04 bestritt Grepl sieben Spiele für Nymburk sowie 24 für Pardubice und war dort mit 18,4 Punkten je Begegnung bester Korbschütze.
2004 wechselte er nach Deutschland zum Mitteldeutschen BC, der nach dem Bundesliga-Aus in Zusammenarbeit mit dem SV Halle als SV MBC Halle einen Neuanfang in der 1. Regionalliga Nord machte. Grepl war in der Saison 2004/05 nach dem US-Amerikaner Gregory Burks zweitbester MBC-Korbschütze, erzielte 17,3 Punkte je Begegnung und wurde mit der Mannschaft Regionalliga-Meister. Anschließend spielte der Tscheche mit dem MBC bis 2008 in der 2. Basketball-Bundesliga. 2006 und 2007 wurde er mit der Mannschaft Zweitliga-Vizemeister. Zu den Stärken des Tschechen gehörte der Dreipunktewurf, das Fachmedium eurobasket.com wählte ihn zum besten europäischen Spieler der 2. Bundesliga ProA der Saison 2007/08. Er bestritt insgesamt 113 Ligaspiele für den MBC, in denen er im Durchschnitt 15,4 Punkte erzielte. Neben seiner Spielertätigkeit betreute er in der Saison 2007/08 die zweite Herrenmannschaft des Mitteldeutschen BC in der 1. Regionalliga und führte sie zum Gewinn des Pokalwettbewerbs des Basketball-Verbands Sachsen-Anhalt. Die Rückennummer 14, die er beim MBC trug, wird in der Mannschaft im ehrenden Gedenken an Grepls Leistungen seit 2008 nicht mehr vergeben. Er war in Weißenfels Publikumsliebling.

### Trainer
Von 2009 bis 2016 war Grepl beim USK Prag als Leiter der Nachwuchsleistungszentrums tätig, betreute den Pragern als Fördermannschaft dienenden Zweitligisten BC Benešov als hauptverantwortlicher Trainer und war Assistenztrainer der USK-Profimannschaft in der höchsten tschechischen Liga. Zusätzlich wurde er 2012 Trainer von tschechischen Jugendnationalauswahlen.
Grepl kehrte im Sommer 2016 zum Mitteldeutschen BC zurück und erhielt einen unbefristeten Vertrag als Nachwuchsleiter. In seinen Aufgabenbereich fiel unter anderem die Förderung der MBC-Spieler im Jugendspitzenbereich, die Arbeit im Einzeltraining mit Spielern des MBC-Bundesliga-Aufgebots sowie das Cheftraineramt bei der BG Bitterfeld-Sandersdorf-Wolfen (die er 2018 zum Aufstieg in die 2. Bundesliga ProB führte), dem Partnerverein des Mitteldeutschen BC in der Nachwuchsförderung. Er übte diese Tätigkeiten bis Anfang April 2019 aus, als er mit sofortiger Wirkung zum tschechischen Erstligisten BK Děčín wechselte, um dort das Cheftraineramt anzutreten.